# Кызылбайка
Кызылбайка — река в России, протекает в Шатровском районе Курганской области. Устье реки находится в 204 км по левому берегу реки Исеть у села Мехонского. Длина реки составляет 25 км.

## Данные водного реестра
По данным государственного водного реестра России относится к Иртышскому бассейновому округу, водохозяйственный участок реки — Исеть от впадения реки Теча и до устья, без реки Миасс, речной подбассейн реки — Тобол. Речной бассейн реки — Иртыш.
Код объекта в государственном водном реестре — 14010501112111200003880.

## Населённые пункты
- д. Каширцево
- д. Ленская
- д. Усольцева
- с. Мехонское

## Притоки
- Колбайка, 5,2 км от устья